# Cadre-47/2-Europameisterschaft 1975

Logo CEB (ausrichtender Verband)

Veranstaltungsort: Troyes

Die Cadre-47/2-Europameisterschaft 1975 war das 36. Turnier in dieser Disziplin des Karambolagebillards und fand vom 6. bis zum 9. Februar 1975 in Troyes  statt. Es war die sechste Cadre-47/2-Europameisterschaft in Frankreich.

## Geschichte
In einer hochklassigen EM, was durch den Turnierdurchschnitt von 53,18 bestätigt wurde, konnte sich der französische Marty-Schüler Francis Connesson hochverdient den Titel sichern. Mit 120,69 verbesserte er den Europarekord im Generaldurchschnitt. Er verlor nur die erste Partie gegen Christ van der Smissen, der als Ersatz für den erkrankten Wiener Franz Stenzel spielte. Zweiter wurde Ex-Europameister  Hans Vultink. Eine Klassevorstellung gab auch der Drittplatzierte Bochumer Klaus Hose ab. Er verbesserte den deutschen Serienrekod auf 765 und egalisierte den BED Rekord. Für den Titelverteidiger Günter Siebert blieb nur der Achte, und damit letzte Platz, im Turnier.

## Turniermodus
Hier wurde im Round Robin System bis 400 Punkte gespielt. Es wurde mit Nachstoß gespielt. Damit waren Unentschieden möglich.
Bei MP-Gleichstand wird in folgender Reihenfolge gewertet:
1. MP = Matchpunkte
2. GD = Generaldurchschnitt
3. HS = Höchstserie

## Abschlusstabelle

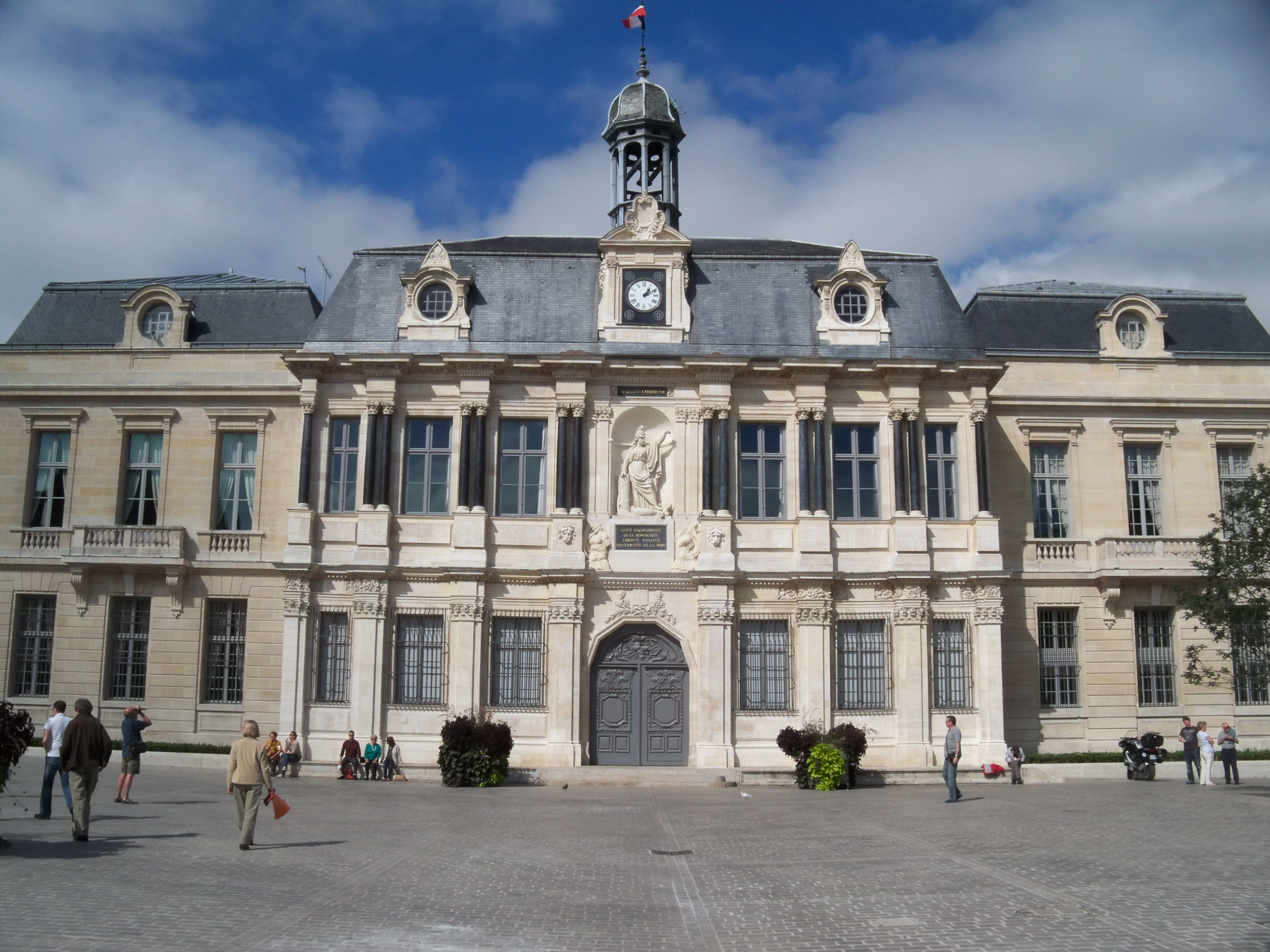
Hôtel de Ville de Troyes

| MP    | Match Points (Sieger = 2; Unentschieden = 1; Verlierer = 0) |
| Pkte. | Erzielte Karambolagen                                       |
| Aufn. | Benötigte Versuche                                          |
| GD    | Generaldurchschnitt                                         |
| BED   | Bester Einzeldurchschnitt eines Spielers                    |
| HS    | Höchstserie                                                 |
|       | Bester GD des Turniers                                      |
|       | Bester ED des Turniers                                      |
|       | Beste HS des Turniers                                       |
|       | 1. Platz (Gold)                                             |
|       | 2. Platz (Silber)                                           |
|       | 3. Platz (Bronze)                                           |

| Platz                      | Name                   | MP   | Pkte. | Aufn. | GD     | BED    | HS  |
| -------------------------- | ---------------------- | ---- | ----- | ----- | ------ | ------ | --- |
| 1                          | Francis Connesson      | 12:2 | 2776  | 23    | 120,69 | 200,00 | 357 |
| 2                          | Hans Vultink           | 12:2 | 2778  | 29    | 95,79  | 200,00 | 400 |
| 3                          | Klaus Hose             | 8:6  | 1934  | 22    | 87,90  | 400,00 | 765 |
| 4                          | José Gálvez            | 8:6  | 2086  | 65    | 32,09  | 66,66  | 292 |
| 5                          | Willy Wesenbeek        | 6:8  | 2002  | 39    | 51,33  | 400,00 | 576 |
| 6                          | Christ van der Smissen | 6:8  | 1773  | 35    | 50,65  | 100,00 | 223 |
| 7                          | Roland Dufetelle       | 2:12 | 1508  | 43    | 35,06  | 28,57  | 185 |
| 8                          | Günter Siebert         | 2:12 | 886   | 40    | 22,15  | 40,00  | 126 |
| Turnierdurchschnitt: 53,18 |                        |      |       |       |        |        |     |